# Osiedle Mazurskie

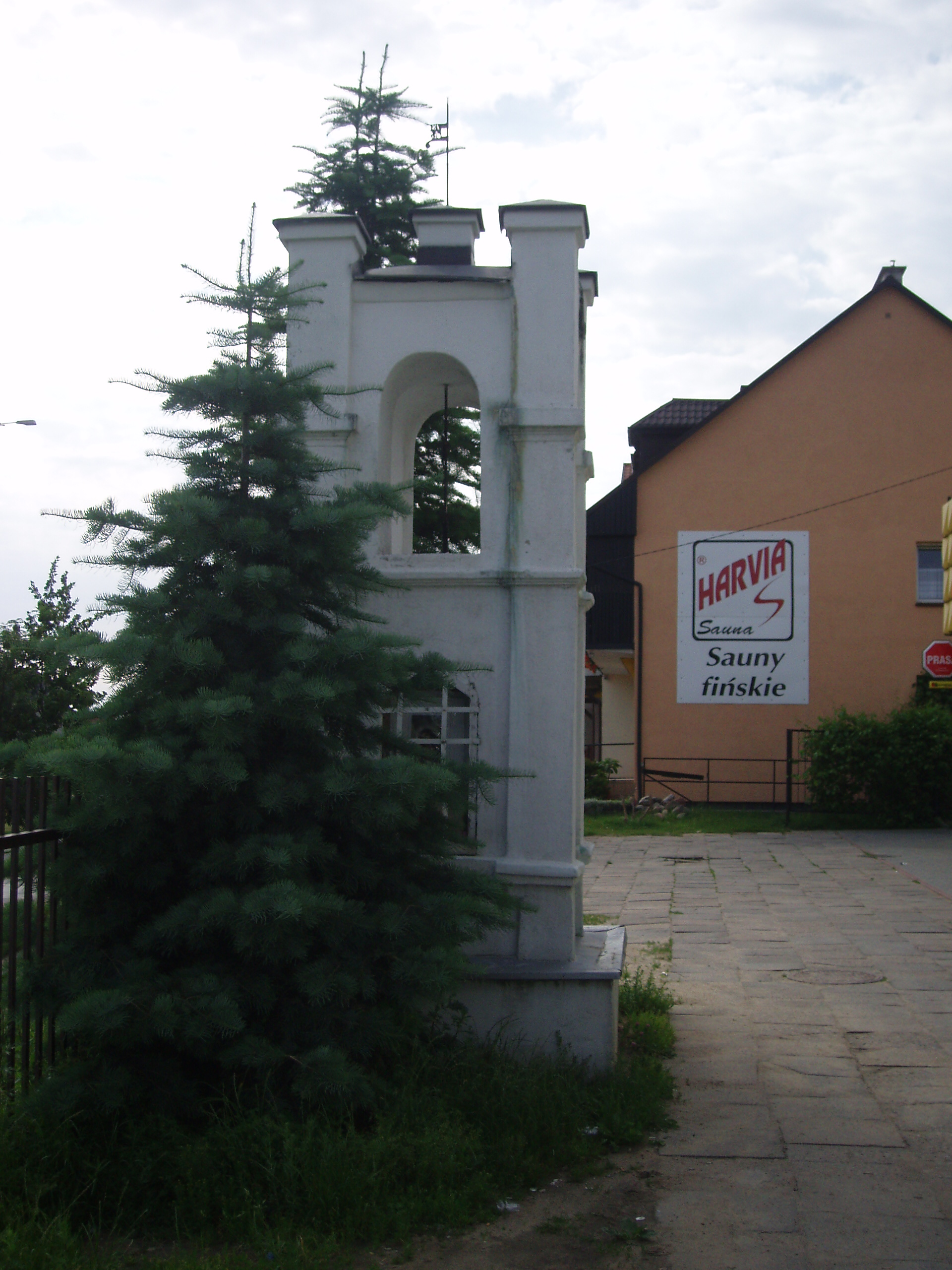
Przydrożna kapliczna na osiedlu

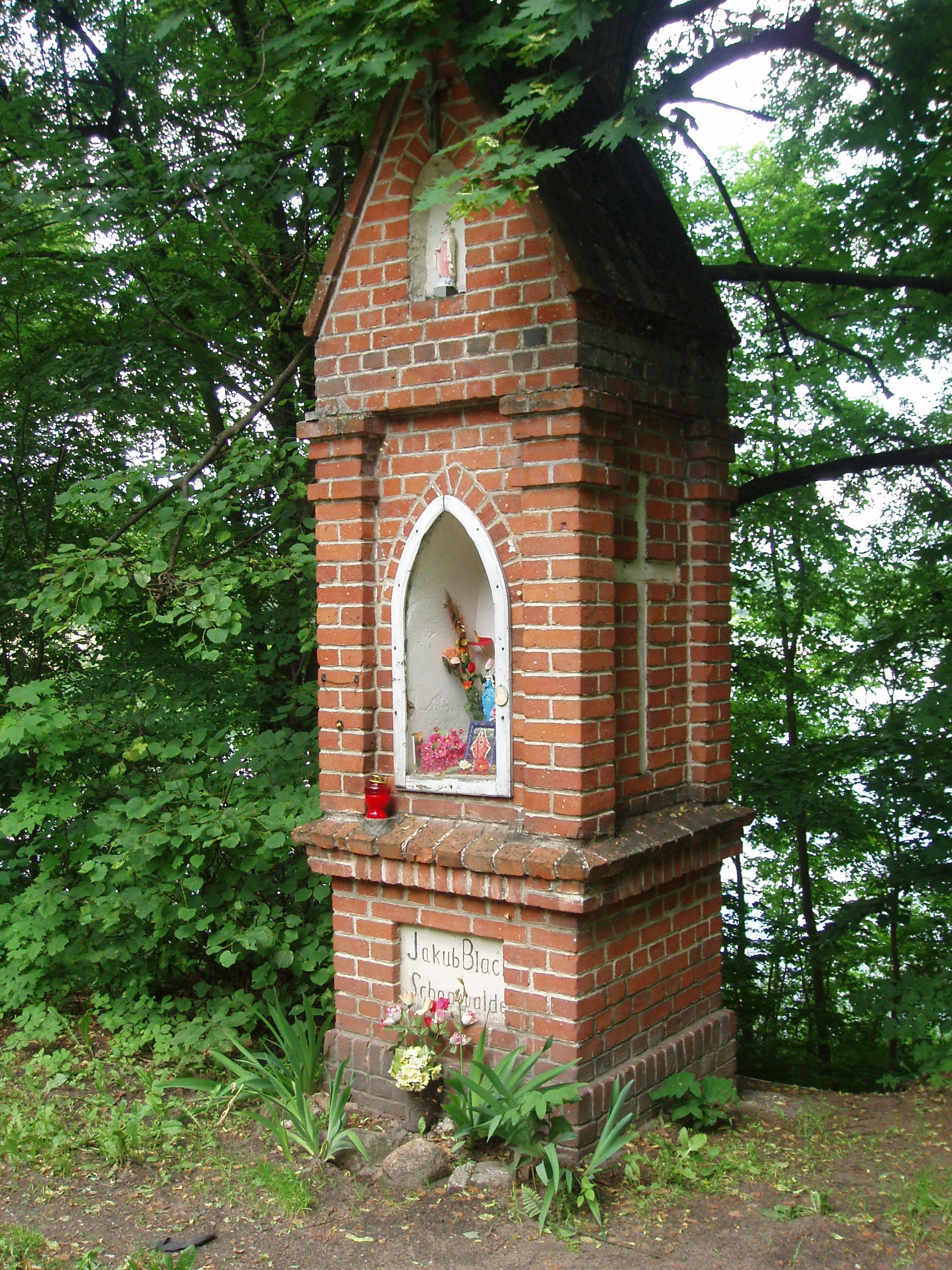
Kapliczka przy jeziorze Skanda

Osiedle Mazurskie (Kolonia Mazurska) – osiedle (jednostka pomocnicza gminy), stanowiące część oficjalnego podziału administracyjnego Olsztyna. Rozciąga się na rozległym terenie podzielonym na dwie części biegnącą przez jego środek ul. Wincentego Pstrowskiego. Osiedle administracyjnie obejmuje osiedle Piękna Góra, na którym znajduje się najwyższy w Polsce maszt radiowo-telewizyjny (360 m).
Od strony wschodniej osiedle ograniczają łąki, którymi można dostać się do Jeziora Skanda i do lasu, oraz ogródki działkowe, za którymi położony jest nie funkcjonujący już poligon wojskowy (na osiedlu Pieczewo).

## Nazwa osiedla
Osiedle pierwotnie nosiło niemiecką nazwę Masurensiedlung, w pierwszych dziesięcioleciach po wojnie nazywano je Kolonią Mazurską.

## Granice osiedla
- od północy: od skrzyżowania ul. Wincentego Pstrowskiego z ul. kard. S. Wyszyńskiego w kierunku północno-wschodnim, południowym skrajem ul. kard. S. Wyszyńskiego do skrzyżowania z al. M. J. Piłsudskiego, tu załamuje się w kierunku północnym i zapleczem nieruchomości nr 73 w linii prostej przebiega do torów kolejowych, następnie biegnie wzdłuż torów kolejowych oraz terenowych granic naturalnych do granic miasta Olsztyna i graniczy z południową stroną osiedli Pojezierze i Kętrzyńskiego.
- od wschodu: granicę stanowi granica miasta Olsztyna.
- od południa: granica przebiega w kierunku północno-zachodnim po terenowych granicach naturalnych (drogi, miedze) do ul. I. Krasickiego (u zbiegu z ul. M. Wańkowicza), następnie ul. I. Krasickiego do ul. Synów Pułku.
- od zachodu: w kierunku północnym wschodnim skrajem ul. Synów Pułku do skrzyżowania z ul. Wincentego Pstrowskiego do punktu wyjścia.

## Ważniejsze obiekty
- Maszt radiowo-telewizyjny
- Szkoła Podstawowa nr 6 im. Konstantego Ildefonsa Gałczyńskiego
- Katolicka Szkoła Podstawowa im. Świętej Rodziny
- Przedszkole Miejskie Nr 3
- Olsztyński Park Naukowo-Technologiczny
- Kościół Rzymskokatolicki pw. Chrystusa Odkupiciela Człowieka
- Plaża OSiR Skanda
- Kościół Zielonoświątkowców
- Kościół Adwentystów Dnia Siódmego

## Komunikacja
- Ulice

Główną ulicą osiedla jest ul. Wincentego Pstrowskiego. Ulica ta łączy Osiedle Mazurskie z centrum miasta, do którego można dostać się również, wyjeżdżając z dzielnicy ulicą Augustowską. Od ul. Wincentego Pstrowskiego odbiegają mniejsze uliczki: Opolska i Gdyńska, w dalszym ciągu tworzące wraz z innymi uliczkami szereg międzyosiedlowych dróg. Ulica Wincentego Pstrowskiego jest także drogą wyjazdową na Szczytno i Ostrołękę. Nieopodal osiedla przebiegają również ulice Synów Pułku, Wyszyńskiego i Piłsudskiego, będące jednymi z głównych arterii komunikacyjnych Olsztyna.
- Komunikacja miejska (historia)

Na terenie osiedla znajdują się obecnie 2 pętle autobusowe. Przez teren osiedla przebiegają trasy 2 linii dziennych: 105 i 113, a nieopodal również linii 110, 111, 116, 117, 120, 126, 131 oraz 141. Nieopodal również są dwie linie tranwajowe nr. 4, 5.   Na Osiedlu Mazurskim powstała jedna z dwóch pierwszych pętli trolejbusowych w Olsztynie (druga mieściła się przy Dworcu PKP). Fakt ten miał miejsce 1 września 1939 roku. Dzięki temu uruchomiona została pierwsza w historii miasta linia trolejbusowa. W czasie wojny zniszczono jednak sieci trakcyjne, co spowodowało konieczność odbudowy. W związku z tym w grudniu 1946 roku uruchomiono pierwszą po wojnie linie trolejbusową łączącą Osiedle Mazurskie z Placem Roosevelta. Niespełna 2 miesiące później linię wydłużono do Dworca PKP. W 1971 roku ówczesna linia numer 4 została zlikwidowana jako ostatnia linia trolejbusowa w Olsztynie. Pierwszy autobus MPK pojawił się natomiast na Osiedlu Mazurskim w 1946 roku. Jeździł on wówczas na Zatorze. Niedługo po uruchomieniu linia została zlikwidowana. Następny autobus pojawił się na osiedlu dopiero w 1968 roku. Był to pojazd linii numer 5, jeżdżący wówczas do Dworca PKP.